# منصور بوتابوت
منصور بوتابوت (بالإنجليزية: Mansour Boutabout)‏ (مواليد 20 سبتمبر 1978 في لوكروسو) لاعب كرة قدم جزائري دولي يجيد اللعب في مركز الهجوم. يلعب حاليا لصالح نادي اتحاد البليدة الجزائري منذ سنة 2010.

## روابط خارجية
- منصور بوتابوت على موقع رابطة كرة القدم الفرنسية للمحترفين (الإنجليزية)
- منصور بوتابوت على موقع قاعدة بيانات كرة القدم.إي يو (الإنجليزية)
- منصور بوتابوت على موقع ليكيب (الفرنسية)
- منصور بوتابوت على موقع ناشيونال فوتبول تيمز (الإنجليزية)